# Droga krajowa B107 (Niemcy)
Droga krajowa 107 (niem. Bundesstraße 107, B 107) – niemiecka droga krajowa przebiegająca  z południa na północ z Chemnitz od skrzyżowania z drogami B95, B169, B173 i B174 w Saksonii do Pritzwalk w Brandenburgii, gdzie krzyżuje się z drogami B103, B189 i B321.

## Miejscowości leżące przy B107

### Saksonia
Chemnitz, Draisdorf, Lichtenau, Garnsdorf, Markersdorf bei Burgstädt, Claußnitz, Diethensdorf, Königshain-Wiederau, Biesern, Rochlitz, Möseln, Colditz, Schönbach, Leisenau, Großbothen, Nimbischen, Grimma, Trebsen (Mulde), Bach, Pausitz, Bennewitz, Püchau, Eilenburg, Zschepplin, Hohenprießnitz, Niederglaucha, Wellaune, Bad Düben.

### Saksonia-Anhalt
Schwemsal, Schköna, Gräfenhainichen, Jüdenberg, Oranienbaum, Göritz, Paplitz, Tucheim, Hüttermühle, Genthin, Redekin, Jerichow, Fischbeck, Schönhausen (Elbe), Hohengöhren, Klietz, Scharlibbe, Schönfeld, Sandau (Elbe), Havelberg.

### Brandenburgia
Jeserig, Wiesenburg/Mark, Neuehütten, Görzke, Rottstock, Buckautal, Köpernitz, Ziesar, Glöwen, Neu Schrepkow, Groß Welle, Garz, Tüchen, Messendorf, Eggersdorf, Pritzwalk.